# Ајдар-кади џамија
Ајдар-кади џамија (тур. Gazi Haydar Kadi Cami), џамија је у Битољу, изграђена за време Османског царства. Налази се код бившег овчјег пазара, поред старог хамама Дебој (Стара чаршија).
Изграђена је за време 1561-1563 од турског кадије (судија) Ајдара Ефендија. Архитекте су биле из познате школе Мимара Синана, а џамија је била позната као "Балканска принцеза". Реч је о квадратној џамији османског типа, са два висока (19 м) минарета, једном куполом и великом портом. После балканских ратова џамија се више није користила. Дана 14. новембра 1950. декретом заштићена је као културни споменик. Упркос томе џамија је и даље пропадала.
Године 2016. џамија Ајдар-кади је обновљена, заједно са Исак џамијом у Битољу под спонзорством Владе Турске..
- Џамија пре обнове (2011)
- минарет обњовљене џамије
- Три мање куле код улаза у џамију
- Арабеска

## Џамије у Битољу
- Исакова џамија (Битољ)
- Јени џамија (Битољ)